# Brages friluftsmuseum
Brages friluftsmuseum är ett friluftsmuseum i Sandviken i Vasa som presenterar österbottnisk allmogemiljö. Museet invigdes 1933 och drivs av Föreningen Brage i Vasa. Museiområdet består av 24 byggnader, huvuddelen hitflyttade från Harf hemman i Närpes under 1920- och 1930-talen. Mansbyggnaden är från första hälften av 1800-talet, därtill flyttades från hemmanet även bland annat en stallsrad, en väderkvarn, en smedja, ett fårhus och ett svinhus. Det för österbottningarna viktiga fisket är representerat med en strandbod, ett båthus, en fiskarbastu och ett sälskyttemuseum.